# Babel Rock
Der Babel Rock ist der nördlichste einer kleinen Gruppe von Rifffelsen vor der Danco-Küste des Grahamlands auf der Antarktischen Halbinsel. Im Palmer-Archipel liegen diese nördlich von Intercurrence Island.
Der britische Seefahrer James Hoseason, Erster Maat auf der Antarktisfahrt des Robbenfängers Sprightly (1824–1825), kartierte zwei dieser Felsen im Jahr 1824 und benannte sie als Penguin Islands, da hier eine Pinguinkolonie beheimatet ist. Diese Benennung setzte sich jedoch nicht durch, da auch zahlreiche weitere Objekte entsprechende Namen tragen. Am 23. September 1960 verlieh der Falkland Islands Dependencies Survey dem hier beschriebenen Objekt seinen heute gültigen Namen in Anspielung auf die Lautäußerungen der Pinguine, die an das sprichwörtliche Babylonische Sprachgewirr erinnern.